# Eleições autárquicas de 2009 no Seixal
As eleições autárquicas de 2009 serviram para eleger os membros para os diferentes órgãos do poder local no Concelho de Seixal.
A Coligação Democrática Unitária voltou a vencer com relativa facilidade estas eleições, reforçando a sua votação em relação a 2005.

## Resultados Oficiais
Os resultados para os diferentes órgãos do poder local no concelho de Seixal foram os seguintes:

### Câmara Municipal
| Partido                 | Partido                        | Votos   | %               | +/-  | Vereadores | +/-     |
| ----------------------- | ------------------------------ | ------- | --------------- | ---- | ---------- | ------- |
|                         | Coligação Democrática Unitária | 27 949  | 47,85 / 100,00  | 3,11 | 6 / 11     | Estável |
|                         | Partido Socialista             | 13 090  | 22,41 / 100,00  | 1,44 | 3 / 11     | Estável |
|                         | Partido Social Democrata       | 8 072   | 13,82 / 100,00  | 2,65 | 1 / 11     | 1       |
|                         | Bloco de Esquerda              | 4 036   | 6,91 / 100,00   | 0,22 | 1 / 11     | 1       |
|                         | CDS – Partido Popular          | 3 055   | 5,23 / 100,00   | 3,45 | 0 / 11     | Estável |
|                         | Movimento Mérito e Sociedade   | 337     | 0,58 / 100,00   | Novo | 0 / 11     | Novo    |
| Votos Inválidos         | Votos Inválidos                | 1 870   | 3,20 / 100,00   | 2,54 |            |         |
| Total                   | Total                          | 58 409  | 100,00 / 100,00 |      | 11 / 11    |         |
| Eleitorado/Participação | Eleitorado/Participação        | 126 616 | 46,13 / 100,00  | 0,49 |            |         |

### Assembleia Municipal
| Partido                 | Partido                        | Votos   | %               | +/-  | Deputados | +/-     |
| ----------------------- | ------------------------------ | ------- | --------------- | ---- | --------- | ------- |
|                         | Coligação Democrática Unitária | 26 606  | 45,53 / 100,00  | 2,43 | 16 / 33   | Estável |
|                         | Partido Socialista             | 13 614  | 23,30 / 100,00  | 0,79 | 8 / 33    | Estável |
|                         | Partido Social Democrata       | 8 357   | 14,30 / 100,00  | 2,42 | 5 / 33    | 1       |
|                         | Bloco de Esquerda              | 4 744   | 8,12 / 100,00   | 0,18 | 2 / 33    | 1       |
|                         | CDS – Partido Popular          | 3 173   | 5,43 / 100,00   | 3,49 | 2 / 33    | 2       |
| Votos Inválidos         | Votos Inválidos                | 1 938   | 3,32 / 100,00   | 2,53 |           |         |
| Total                   | Total                          | 58 432  | 100,00 / 100,00 |      | 33 / 33   |         |
| Eleitorado/Participação | Eleitorado/Participação        | 126 616 | 46,15 / 100,00  | 0,47 |           |         |

### Juntas de Freguesia
| Partido                 | Partido                        | Votos   | %               | +/-  | Presidentes | +/-     | Mandatos | +/-  |
| ----------------------- | ------------------------------ | ------- | --------------- | ---- | ----------- | ------- | -------- | ---- |
|                         | Coligação Democrática Unitária | 27 686  | 47,38 / 100,00  | 3,30 | 6 / 6       | Estável | 53 / 94  | 4    |
|                         | Partido Socialista             | 13 456  | 23,03 / 100,00  | 1,30 | 0 / 6       | Estável | 21 / 94  | 4    |
|                         | Partido Social Democrata       | 9 092   | 15,56 / 100,00  | 0,81 | 0 / 6       | Estável | 14 / 53  | 2    |
|                         | Bloco de Esquerda              | 4 591   | 7,86 / 100,00   | 0,15 | 0 / 6       | Estável | 5 / 94   | 1    |
|                         | CDS – Partido Popular          | 1 406   | 2,41 / 100,00   | 0,68 | 0 / 6       | Estável | 1 / 94   | 1    |
|                         | Movimento Mérito e Sociedade   | 158     | 0,27 / 100,00   | Novo | 0 / 6       | Estável | 0 / 94   | Novo |
| Votos Inválidos         | Votos Inválidos                | 2 041   | 3,49 / 100,00   | 2,29 |             |         |          |      |
| Total                   | Total                          | 58 430  | 100,00 / 100,00 |      | 6 / 6       |         | 94 / 94  |      |
| Eleitorado/Participação | Eleitorado/Participação        | 126 616 | 46,15 / 100,00  | 0,48 |             |         |          |      |

## Resultados por Freguesia

### Câmara Municipal
| Freguesia            | %     | %     | %     | %    | %    | %    | Votantes |
| Freguesia            | CDU   | PS    | PSD   | BE   | CDS  | MMS  | Votantes |
| -------------------- | ----- | ----- | ----- | ---- | ---- | ---- | -------- |
| Aldeia de Paio Pires | 57,25 | 21,68 | 7,48  | 6,25 | 3,98 | 0,35 | 4 543    |
| Amora                | 47,72 | 23,39 | 13,34 | 6,93 | 5,37 | 0,35 | 18 377   |
| Arrentela            | 54,71 | 20,72 | 10,32 | 6,68 | 4,45 | 0,31 | 10 501   |
| Corroios             | 44,12 | 22,77 | 15,16 | 7,28 | 6,14 | 1,11 | 17 597   |
| Fernão Ferro         | 37,94 | 22,51 | 22,93 | 7,04 | 5,13 | 0,40 | 5 983    |
| Seixal               | 56,82 | 19,74 | 11,15 | 5,33 | 2,34 | 0,28 | 1 408    |
| Seixal               | 47,85 | 22,41 | 13,82 | 6,91 | 5,23 | 0,58 | 58 409   |

### Assembleia Municipal
| Freguesia            | %     | %     | %     | %    | %    | Votantes |
| Freguesia            | CDU   | PS    | PSD   | BE   | CDS  | Votantes |
| -------------------- | ----- | ----- | ----- | ---- | ---- | -------- |
| Aldeia de Paio Pires | 54,94 | 22,47 | 7,75  | 7,59 | 4,23 | 4 543    |
| Amora                | 45,26 | 23,78 | 13,82 | 8,16 | 5,88 | 18 366   |
| Arrentela            | 51,74 | 21,51 | 11,12 | 7,85 | 4,82 | 10 502   |
| Corroios             | 42,02 | 24,65 | 15,43 | 8,55 | 5,83 | 17 630   |
| Fernão Ferro         | 36,25 | 22,61 | 23,55 | 8,04 | 5,50 | 5 983    |
| Seixal               | 55,82 | 18,96 | 12,00 | 6,25 | 2,70 | 1 408    |
| Seixal               | 45,53 | 23,30 | 14,30 | 8,12 | 5,43 | 58 432   |

### Juntas de Freguesia
| Freguesia            | 2005-2009 | 2005-2009                      | 2005-2009      | 2009-2013 | 2009-2013                      | 2009-2013      |
| -------------------- | --------- | ------------------------------ | -------------- | --------- | ------------------------------ | -------------- |
| Aldeia de Paio Pires |           | Coligação Democrática Unitária | 49,85 / 100,00 |           | Coligação Democrática Unitária | 55,60 / 100,00 |
| Amora                |           | Coligação Democrática Unitária | 43,88 / 100,00 |           | Coligação Democrática Unitária | 45,83 / 100,00 |
| Arrentela            |           | Coligação Democrática Unitária | 48,75 / 100,00 |           | Coligação Democrática Unitária | 52,55 / 100,00 |
| Corroios             |           | Coligação Democrática Unitária | 40,68 / 100,00 |           | Coligação Democrática Unitária | 45,28 / 100,00 |
| Fernão Ferro         |           | Coligação Democrática Unitária | 37,87 / 100,00 |           | Coligação Democrática Unitária | 39,36 / 100,00 |
| Seixal               |           | Coligação Democrática Unitária | 59,46 / 100,00 |           | Coligação Democrática Unitária | 63,00 / 100,00 |